# Peropteryx macrotis
Peropteryx macrotis — є одним з видів мішкокрилих кажанів родини Emballonuridae.

## Поширення
Країни поширення: Беліз, Болівія, Бразилія, Колумбія, Коста-Рика, Еквадор, Сальвадор, Французька Гвіана, Гватемала, Гаяна, Гондурас, Мексика, Нікарагуа, Панама, Парагвай, Перу, Суринам, Тринідад і Тобаго, Венесуела. Зазвичай проживає в тропічних листяних лісах, але також у напівпосушливих чагарниках і вічнозелених лісах. Поживою є дрібні жуки і мухи. Знайдений в міських районах.

## Загрози та охорона
Немає серйозних загроз для цього виду. Знайдений в охоронних районах.